# Saint-Civran
Saint-Civran é uma comuna francesa na região administrativa do Centro, no departamento Indre. Estende-se por uma área de 11,29 km². Em 2010 a comuna tinha 138 habitantes (densidade: 12,2 hab./km²).